# Guidan Chinaou
Guidan Chinaou (auch: Guidan Chinao) ist ein Dorf in der Landgemeinde Gangara in der Region Maradi in Niger.

## Geographie
Das von einem traditionellen Ortsvorsteher (chef traditionnel) geleitete Dorf befindet sich rund 13 Kilometer südwestlich des Hauptorts Gangara der gleichnamigen Landgemeinde, die zum Departement Gazaoua in der Region Maradi gehört. Zu den Siedlungen in der näheren Umgebung von Guidan Chinaou zählen Guidan Galadima im Nordwesten, Malam Daweye im Nordosten, Guidan Kané im Osten und Guidan Doutchi im Westen. Etwa 800 Meter südlich von Guidan Chinaou verläuft die Staatsgrenze zu Nigeria.
Guidan Chinaou ist Teil der Übergangszone zwischen Sahel und Sudan. Die durchschnittliche jährliche Niederschlagsmenge beträgt hier zwischen 400 und 500 mm.

## Bevölkerung
Bei der Volkszählung 2012 hatte Guidan Chinaou 821 Einwohner, die in 135 Haushalten lebten. Bei der Volkszählung 2001 betrug die Einwohnerzahl 450 in 62 Haushalten und bei der Volkszählung 1988 belief sich die Einwohnerzahl auf 755 in 117 Haushalten.
Die Bevölkerungsdichte in diesem Gebiet ist für nigrische Verhältnisse hoch.

## Wirtschaft und Infrastruktur
Das Gebiet der Ebenen im südlichen Teil der Region Maradi, in dem Guidan Chinaou liegt, ist von einer anhaltenden Degradation der ackerbaulichen Flächen gekennzeichnet, die mit der hohen Bevölkerungsdichte in Zusammenhang steht. Es gibt eine Schule im Dorf. In Guidan Chinaou endet die 21,8 Kilometer lange Landstraße RR4-004, die in Aguié beginnt.